# Eurobalise

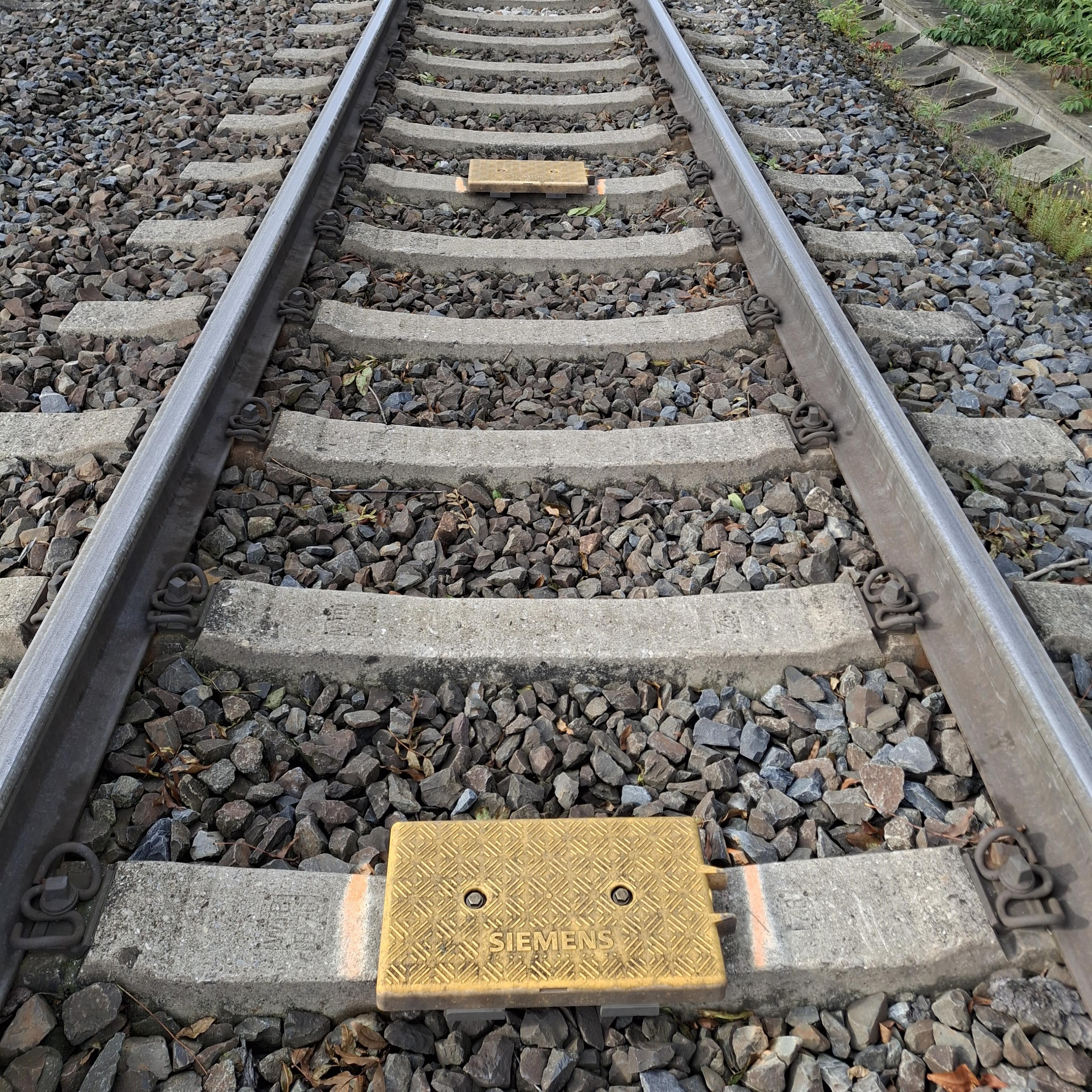
Eurobalise auf der ABS Erfurt-Eisenach

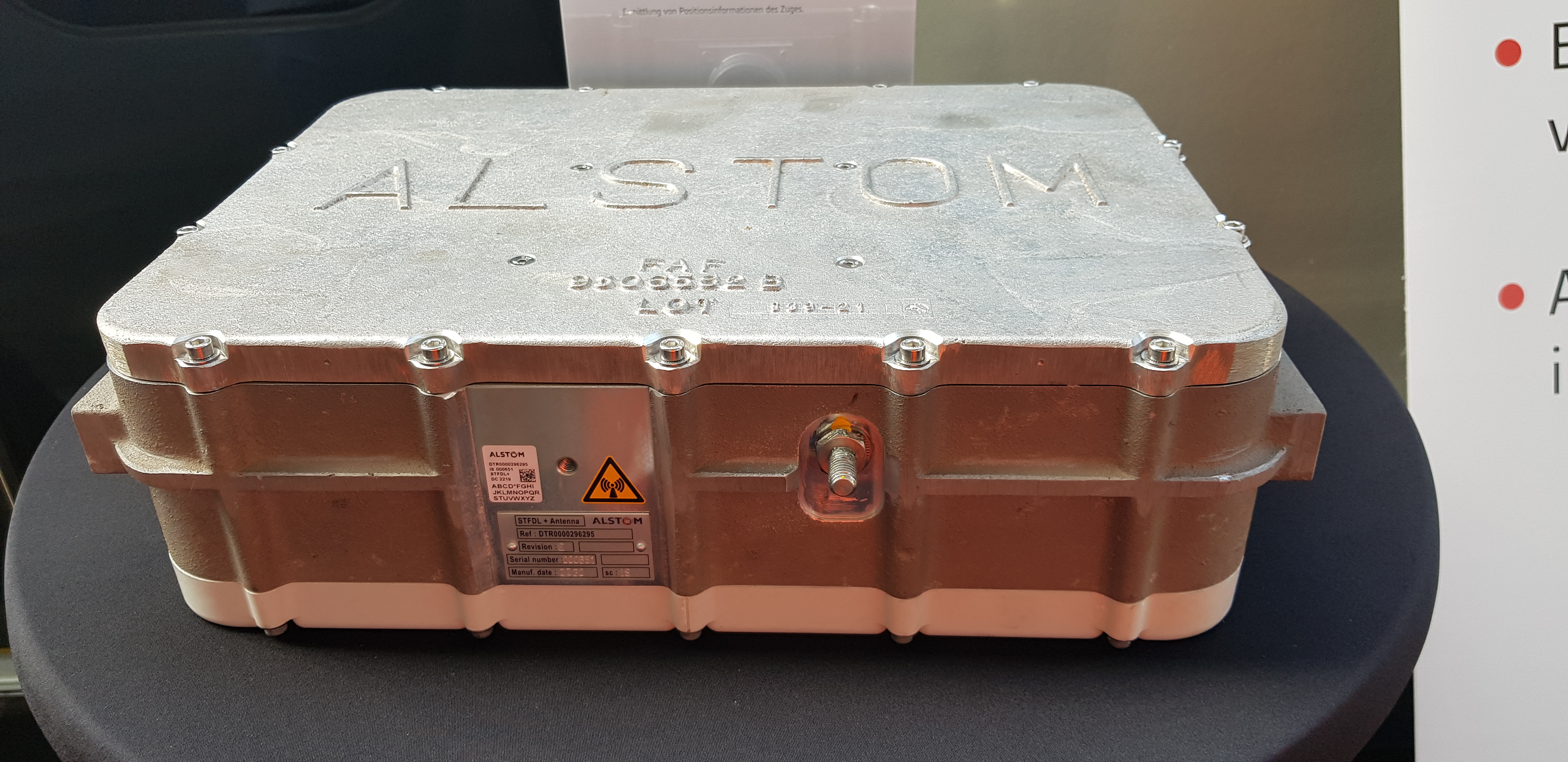
Balisenantenne in ausgebautem Zustand

Die Eurobalise stellt eine spezielle Ausprägung der Balise dar. Technisch handelt es sich um einen induktiv gekoppelten Transponder, der, zwischen den Schienen eines Gleises montiert, beim Überfahren vom Fahrzeug energetisiert wird und eine Nachricht (Telegramm) an das Fahrzeug sendet. Ihr Gegenstück am Fahrzeug ist eine Balisenantenne. Eine Rückmeldung über den korrekten Empfang der fehlergesicherten Nachricht ist nicht vorgesehen. Es gibt Balisen mit fester Nachricht, als elektronischer Kilometerstein, und solche, die aktuelle Nachrichten von der signaltechnischen Streckenausrüstung erhalten, ähnlich einem Signal.
Die Eurobalise ist als sicherheitsrelevantes Element des European Train Control System (ETCS) durch die Europäische Eisenbahnagentur (ERA) standardisiert, wird aber auch in zahlreichen anderen signaltechnischen Systemen genutzt.
Typische MTBF-Verfügbarkeitswerte für Eurobalisen liegen laut Angaben eines Herstellers bei über einer Million Stunden. Im Netz der Deutschen Bahn sind über 13.000 Balisen verlegt (Stand: Ende 2020).

## Geschichte
Direkte Vorläufer sind die KER-Balisen, wie sie für KVB (GEC Alsthom), EBICAB (ABB) und RSDD (Ansaldo) eingesetzt wurden. Die BTM für Eurobalisen können optional in einen Modus versetzt werden, um die KER-Balisen auszulesen. Die KER-Balisen benutzen die gleiche Frequenz zur Stromversorgung von 27,095 MHz und werden in gleicher Weise wie Eurobalisen in Gleismitte eingebaut.
Gestützt auf entsprechende Beschlüsse der europäischen Verkehrsminister (vom 4./5. Dezember 1989) setzte die EG-Kommission Anfang 1990 eine Projektorganisation mit Vertretern von Regierungen, Industrie und europäischen Bahnen ein. Unter Leitung der Generaldirektion Verkehr befasste sich in diesem Rahmen eine Arbeitsgruppe mit Problemen der Signalisierung und der Zugbeeinflussung. Aus einem längeren Meinungsbildungsprozess wurde ein Vorgehen festgelegt, das Elemente der Bahnen und der Industrie vereinigte: Auf Vorschlag der Bahnen, die Systeme der Datenübertragung zwischen Strecke und Zug zu vereinheitlichen, gingen sowohl das Teilprojekt Eurobalise, in dem die punktförmige und quasikontinuierliche Datenaustausch vereinheitlicht werden sollte, als auch das Projekt Euroradio, in dem die kontinuierliche Datenübertragung im 900-MHz-Frequenzbereich harmonisiert werden sollte, hervor. Daneben wurde der Industrievorschlag eines neuen Fahrzeuggeräts in moderner, offener Rechnerarchitektur als Teilprojekt Eurocab weiterverfolgt. In Kombination dieser Vorschläge wurde der Weg zu einer einheitlichen Zugbeeinflussung geebnet. Mit Beschluss vom 17. Dezember 1990 stimmte der EG-Rat für eine Vertiefung dieser Arbeiten.
Anfang der 1990er Jahre wurde untersucht, ob mit Balisen über die reine Ortung hinaus Signalinformationen für eine punktförmige Zugbeeinflussung übertragen werden könnten, sowohl für wenig belastete Strecken als auch als Rückfallebene für leistungsfähigere Systeme.
Die Entwicklung wurde durch das Eurobalise/Euroloop-Projekt 92/94 des 3. Forschungsrahmenprogramms koordiniert und fortgeführt. Im Jahr 1995 wurde das EUROSIG-Konsortium mit dem ERTMS/EUROSIG-Projekt 95/98 im Rahmen des 4. Forschungsrahmenprogramms gegründet. Ihm gehörten folgende Firmen an:
- ACEC Transport,
- Adtranz Signal,
- Alcatel SEL,
- GEC Alsthom Transport,
- Ansaldo Trasporti,
- CSEE Transport,
- SASIB Railway,
- Siemens und
- Westinghouse Signal

Anfang 1994 galten das funktionale Lastenheft und die technischen Anforderungen an die Eurobalise als weit gediehen. Vortests waren für Frühjahr 1994 geplant, an die sich die endgültige Systemwahl und die Fertigstellung von Prototypen anschließen sollte. Ab zirka 1995 sollten Bahnen in der Lage sein, ein Zugsicherungssystem zu realisieren, in dem bestehende Fahrzeuggeräte mit dem einheitlichen Übertragungssystem Eurobalise verbunden werden.
Als erstes Unternehmen konnte Siemens im Herbst 1995 Muster der Eurobalisen vom Typ S21 zur Verfügung stellen. Erste Testmuster wurden dabei in Gleisen der S-Bahn Berlin eingebaut. In der so genannten Siemens-Balise wurden Elemente von punktförmigen Zugbeeinflussungssysteme und im Rahmen des ETCS-Projektes von Siemens entwickelter Prototypbalisen, die auf Oberflächenwellen-Technik basierten, kombiniert und auf der S-Bahn Zürich sowie auf der Achse Nürnberg–Hof erprobt. Von Juli bis Oktober 1996 fanden Prototypentests von Siemens sowie von der in Kooperation von ABB, GEC Alsthom und Ansaldo entwickelten Balisen beim österreichischen Forschungs- und Prüfzentrum Arsenal und auf dem Eisenbahnversuchsring Velim statt. Die einzelnen Entwicklungsarbeiten wurden mit einem integrierenden EMSET-Projekt 96/00 zusammengeführt. 1997 wurde ein erster Eurobalisentyp bei Siemens gefertigt. Da die Spezifikation zu diesem Zeitpunkt noch nicht abgeschlossen war, erfüllte dieser Balisentyp nur Grundfunktionen.
Die Eurobalise FFFIS (Form Fit Function Interface Specification) wurde als SUBSET-036 in die Reihe der ERTMS-Spezifikationen aufgenommen. Das Vorwort einer älteren Ausgabe beschreibt, dass die Spezifikation auf den Ergebnissen des EUROSIG-Konsortiums basiert und die Entwicklung von der Europäischen Kommission finanziell unterstützt wurde.
Als erste standardisierte Bauform erhielt die Eurobalise S21 von Siemens im Jahr 2002 eine europäische Zulassung. Ende der 2000er Jahre produzierte allein Siemens etwa 20 000 Eurobalisen pro Jahr.

## Form
Eurobalisen sind oftmals gelb.
In Saudi-Arabien wurde eine graue Gehäusefarbe gewählt, die keiner Signalfarbe entspricht. Diese Balisen verfügen ferner über einen zusätzlichen Schutz gegen Sonneneinstrahlung.

## Einbau

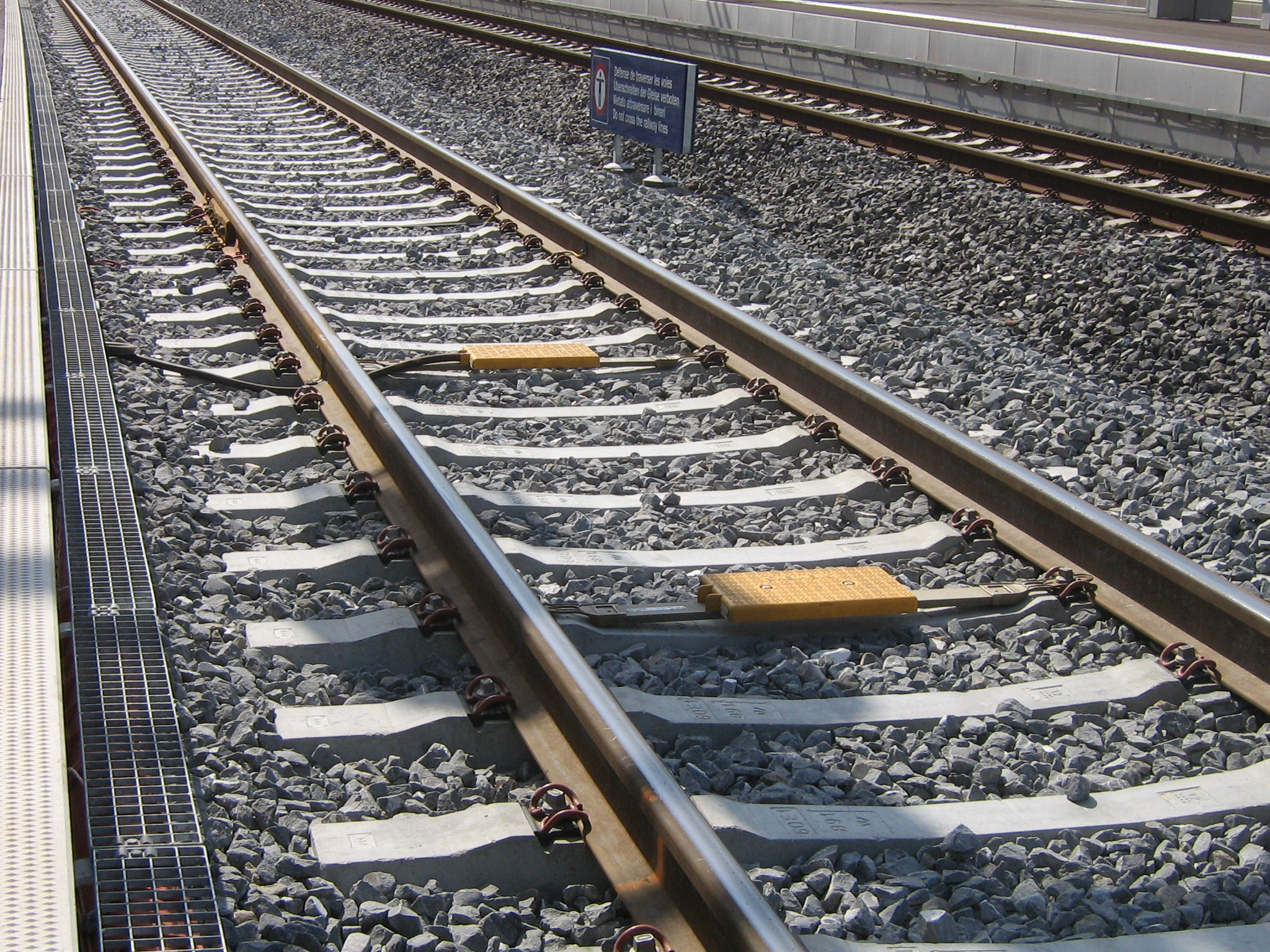
Balisen auf einfachem Befestigungssystem auf Schotteroberbau in der Schweiz

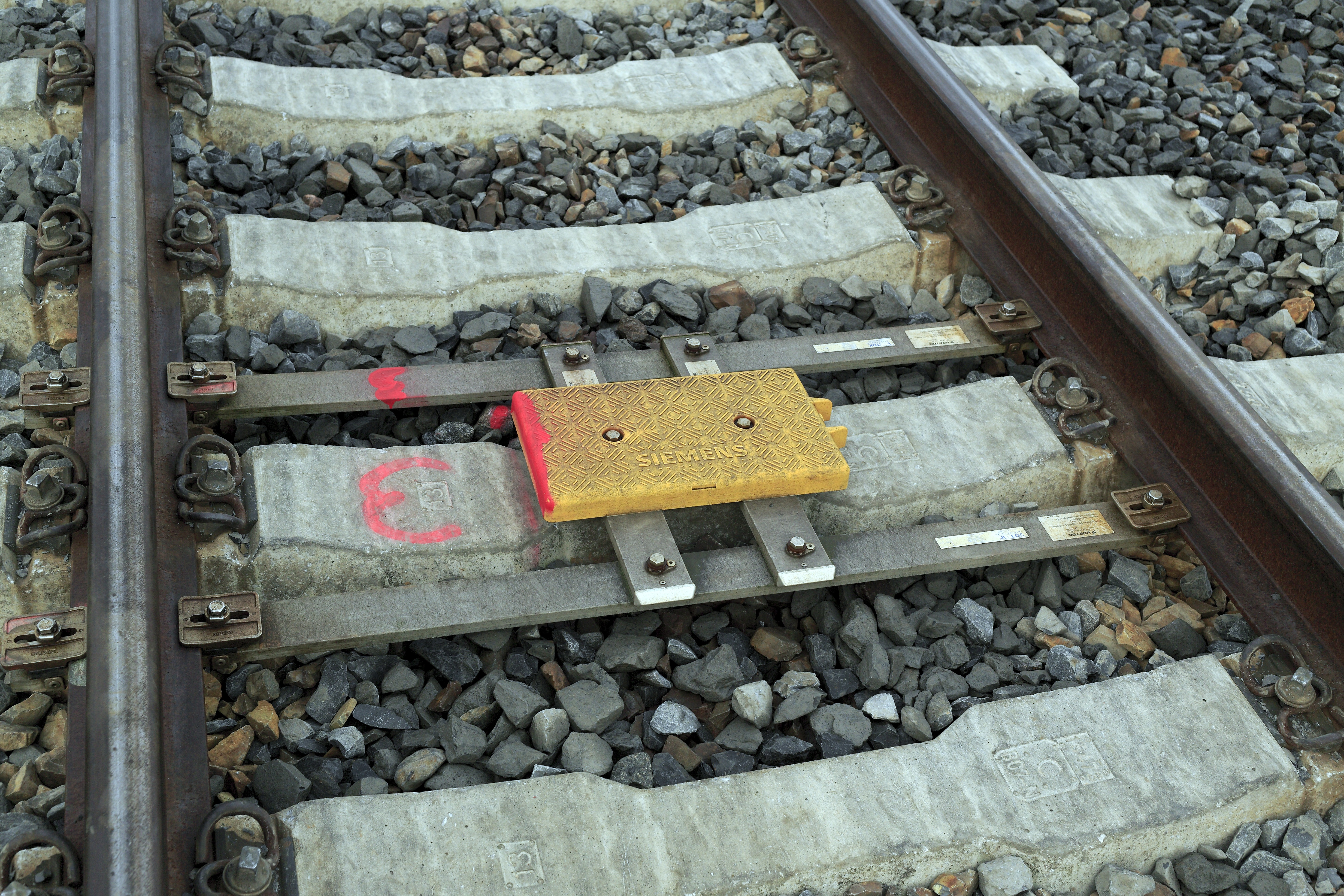
Balisenhalter für Geschwindigkeiten über 200 km/h

Es gibt eine Vielzahl von Systemen und Konzepten, um Balisen im Gleis zu befestigen. Generell gilt, dass größere Metallteile in der Nähe der Balise stören. Für besondere Anforderungen kommen teilweise spezielle Halterungen und Sicherungen zum Einsatz. Die einfachste Befestigung erfolgt mit zwei Bohrungen in der Schwellenoberfläche. Auf Holzschwellen werden die Balisen mit Wiener Schrauben, Durchmesser 10 mm befestigt, Betonschwellen erhalten eingeklebte Gewindehülsen mit einem Gewinde M10. Die Höhe wird durch das Beilegen von Kunststoffzwischenlagen eingestellt. Diese einfache Befestigung ist bei Geschwindigkeiten bis 200 km/h zulässig. Bei Schotteroberbau für höhere Geschwindigkeiten werden elastische Balisenhalter, die an den Schienenfüßen angeklemmt werden, verwendet. Diese Balisenhalter stellen allerdings Stopfhindernisse dar, die bei Oberbauarbeiten vollständig ausgebaut werden müssen. Die Arretierung der Befestigungsschrauben mit Sicherungsblechen erschwert den Ein- und Ausbau zusätzlich. Die erforderliche Zeit muss bei Sperrpausen berücksichtigt werden.

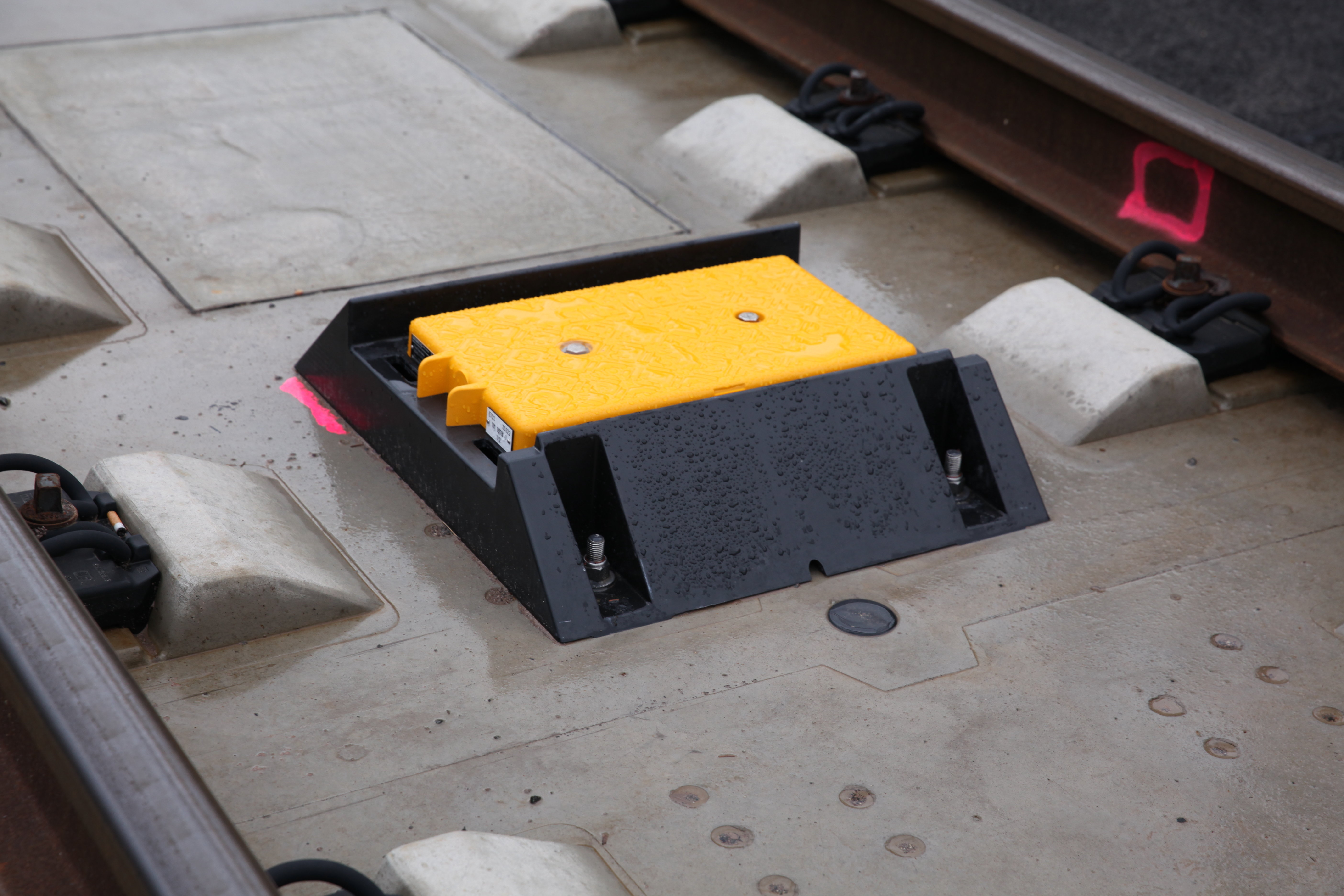
Eurobalise auf fester Fahrbahn auf der Schnellfahrstrecke zwischen Bamberg und Erfurt

In den Wintern 2010/2011 und 2011/2012 wurden auf der Schnellfahrstrecke Nürnberg–Ingolstadt durch Eisabwurf vom Unterboden vorbeifahrender Fahrzeuge mehrere Balisen beschädigt, vereinzelt teilweise abgerissen. Um die Haltbarkeit und Eignung für den Bahnbetrieb sicherzustellen, stellte die Deutsche Bahn anschließend Anforderungen auf, die in zwei Lastenheften für „Balisen-Befestigungs-Systeme“ und „Balisen-Halterungs-Systeme“ niedergelegt wurden. Auf der Schnellfahrstrecke zwischen Bamberg und Erfurt sind Balisen mit einer speziellen Befestigung zum verstärkten Schutz gegen Schlageinwirkungen wie Eisbrocken sowie mit strömungstechnischer Optimierung eingebaut.

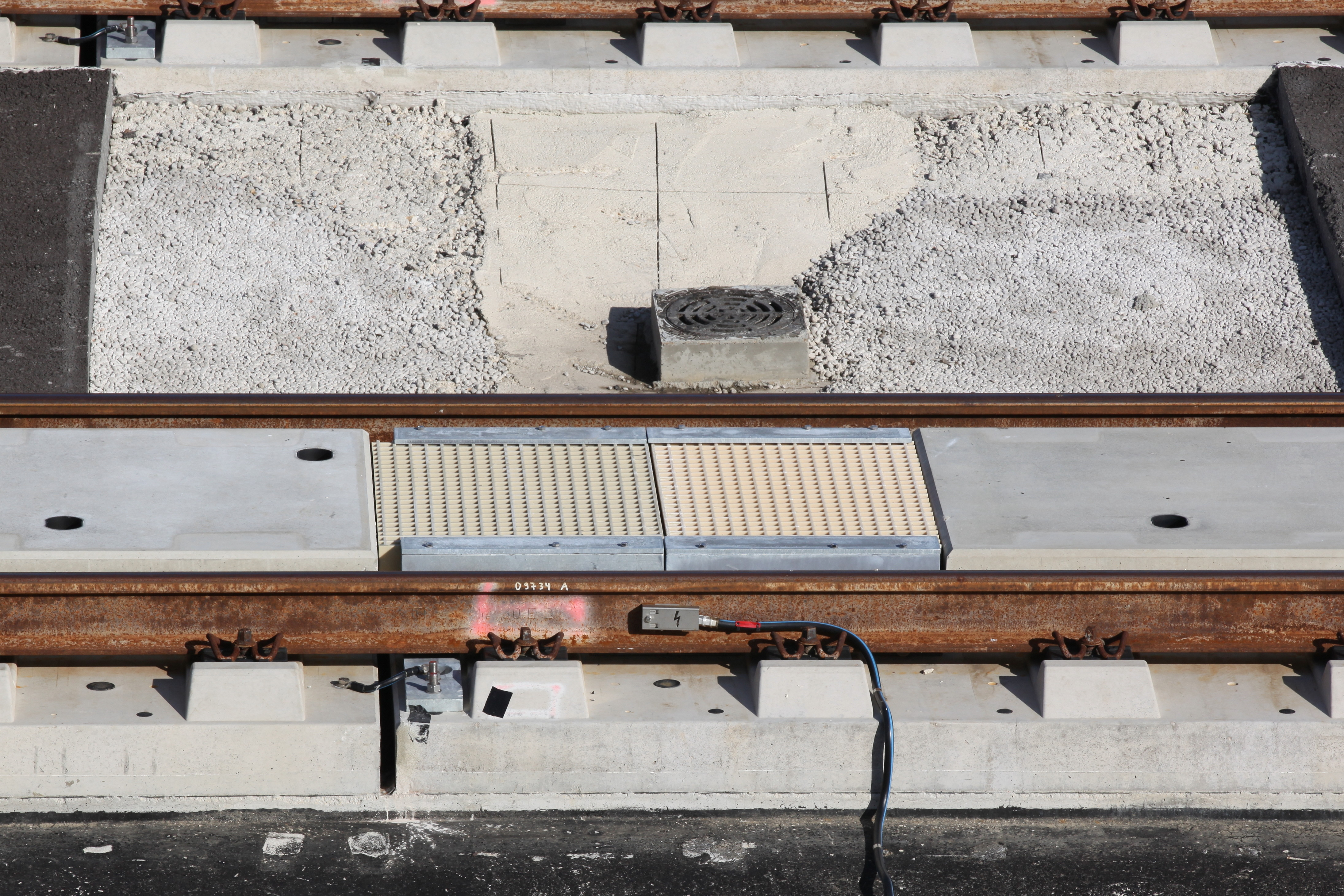
GFK-Abdeckung auf einer Eurobalise der Schnellfahrstrecke zwischen Bamberg und Erfurt

Auf fester Fahrbahn können Balisen nur an in den Bewehrungsplänen vorgegebenen Bohrzonen eingebaut werden, um das Freilegen der Bewehrungsstäbe, das zu Korrosion führen kann, zu vermeiden. In Bereichen, die durch straßengebundene Rettungsfahrzeuge befahren werden können müssen, werden Balisen im Netz der Deutschen Bahn durch Glasfaserverstärkten Kunststoff (GFK) abgedeckt, der Lasten von wenigstens 16 t tragen können muss, ohne die Balise zu zerstören.
Bei Arbeiten am Oberbau im Zuge der Instandhaltung müssen die Balisen in Abhängigkeit vom Umfang der Arbeiten ausgebaut und Schraublöcher in den Schwellen geschützt werden. Zwar behindern auf den Schwellen befestigte Eurobalisen einen Stopfgang (mittels Stopfmaschine) nicht, doch würden sie beim anschließenden Kehrgang mit der Schotterplanier- und Verteilmaschine zerstört.

### Festdatenbalise
Einer Festdatenbalise (Fixed Data Balise, Fixed Balise, im Regelwerk der Deutschen Bahn auch ungesteuerte Balise) wird bei der Installation drahtgebunden oder drahtlos ein Telegramm eingeprägt, das diese fortan an entsprechend ausgerüstete Fahrzeuge überträgt. Dieses Telegramm kann Identitäten und Abstände (typisch ≈ 1 km) benachbarter Balisengruppen enthalten. Diese Verlinkung ist ein wesentliches Sicherheitselement, da sie die Aufdeckung sowohl von Ausfällen (von Balisen oder dem BTM), von Messabweichungen der Odometrie, als auch von Übersprechen vom Nachbargleis ermöglicht.

### Transparentdatenbalise
Transparentdatenbalisen (Transparent Data Balise oder Controllable Balise) sind mit einem Kabel mit einer LEU (Lineside Electronic Unit – streckenseitige elektronische Einheit) verbunden. Die LEU übermittelt der Balise das jeweils zu übertragende Telegramm. Dies könnte z. B. der Signalbegriff des Signals, zu dem die Balise gehört, sein. Die LEU wird in landesspezifische Signalsysteme integriert – sei es durch Abgriff des Signalbegriffs eines herkömmlichen Signals oder durch Verbindung mit einem Stellwerk.
LEUs sollen in der Regel nur wenige Telegramme übertragen, klein sein und keine separate Stromversorgung benötigen.
In einer 2021 vorgelegten Untersuchung rechnet die Deutsche Bahn mit Kosten von 3000 Euro pro Balise sowie 80.000 Euro pro LEU.

### Anordnung
Zur Sicherung gegen Ausfälle oder auch zur Erkennung der Fahrt-/Wirkrichtung werden statt einzelner Balisen oftmals Balisengruppen eingesetzt, zumeist als Paar. (Eine Alternative dazu ist in ETCS Verkettung, mit der auch einzelne fehlende Balisen bzw. auch die Wirkrichtung von Einzelbalisen erkannt werden können.). Falls mehr Informationen übertragen werden müssen, so können auch weitere Balisen zu einer Gruppe hinzugefügt werden. Am Anfang und Ende einer mit ETCS ausgerüsteten Strecke liegen je zwei Festdatenbalisen, die die ETCS-Überwachung ein- und ausschalten. Unverlinkte Balisengruppen zur Sicherung temporärer Langsamfahrstellen werden doppelt ausgeführt.

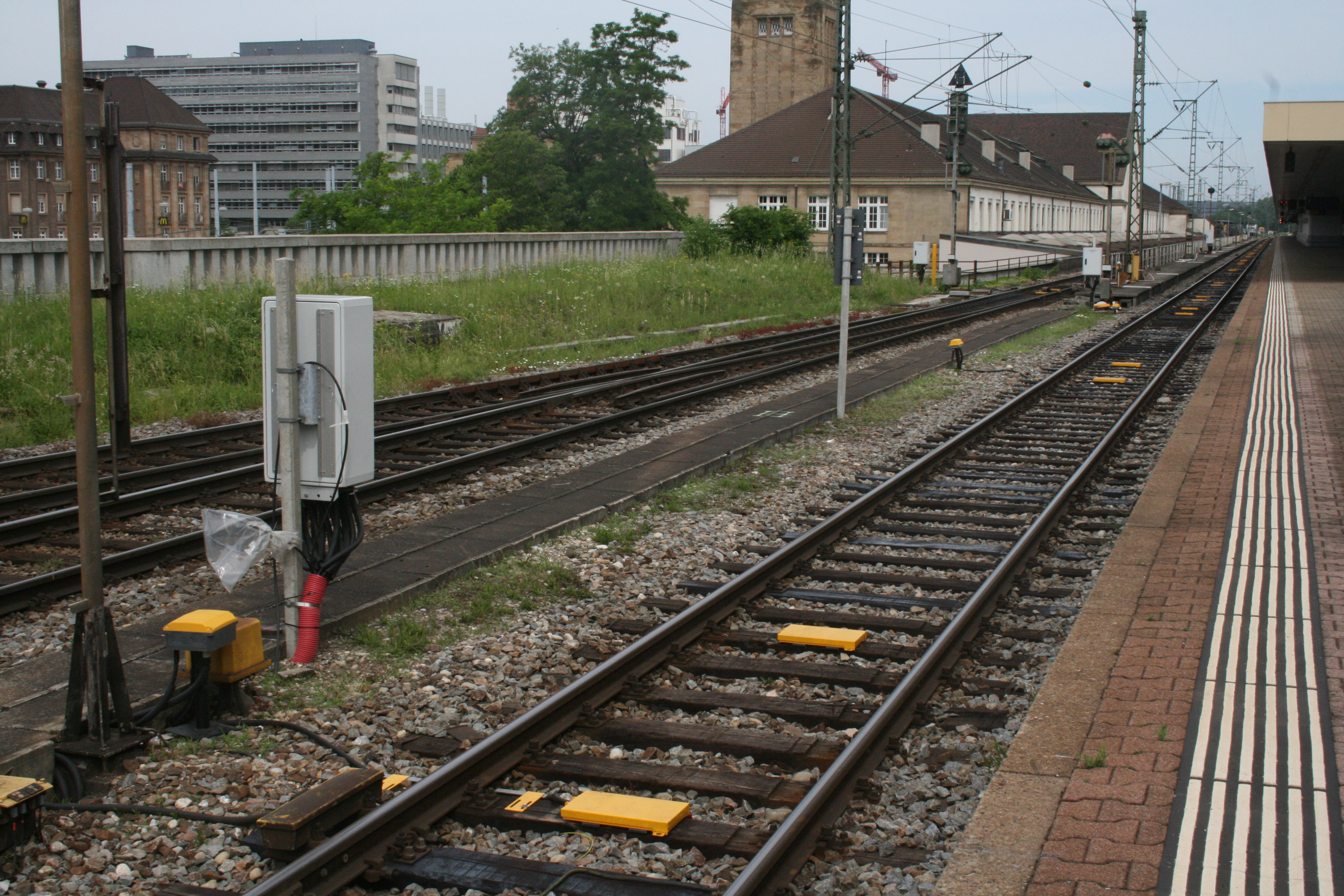
Überwiegend aus Aufstart-Datenpunkten bestehender „Balisenteppich“ in Basel Badischer Bahnhof

Insbesondere in Bahnhofsbereichen in Deutschland kann es zu „Balisenteppichen“ kommen.

### Euroloop

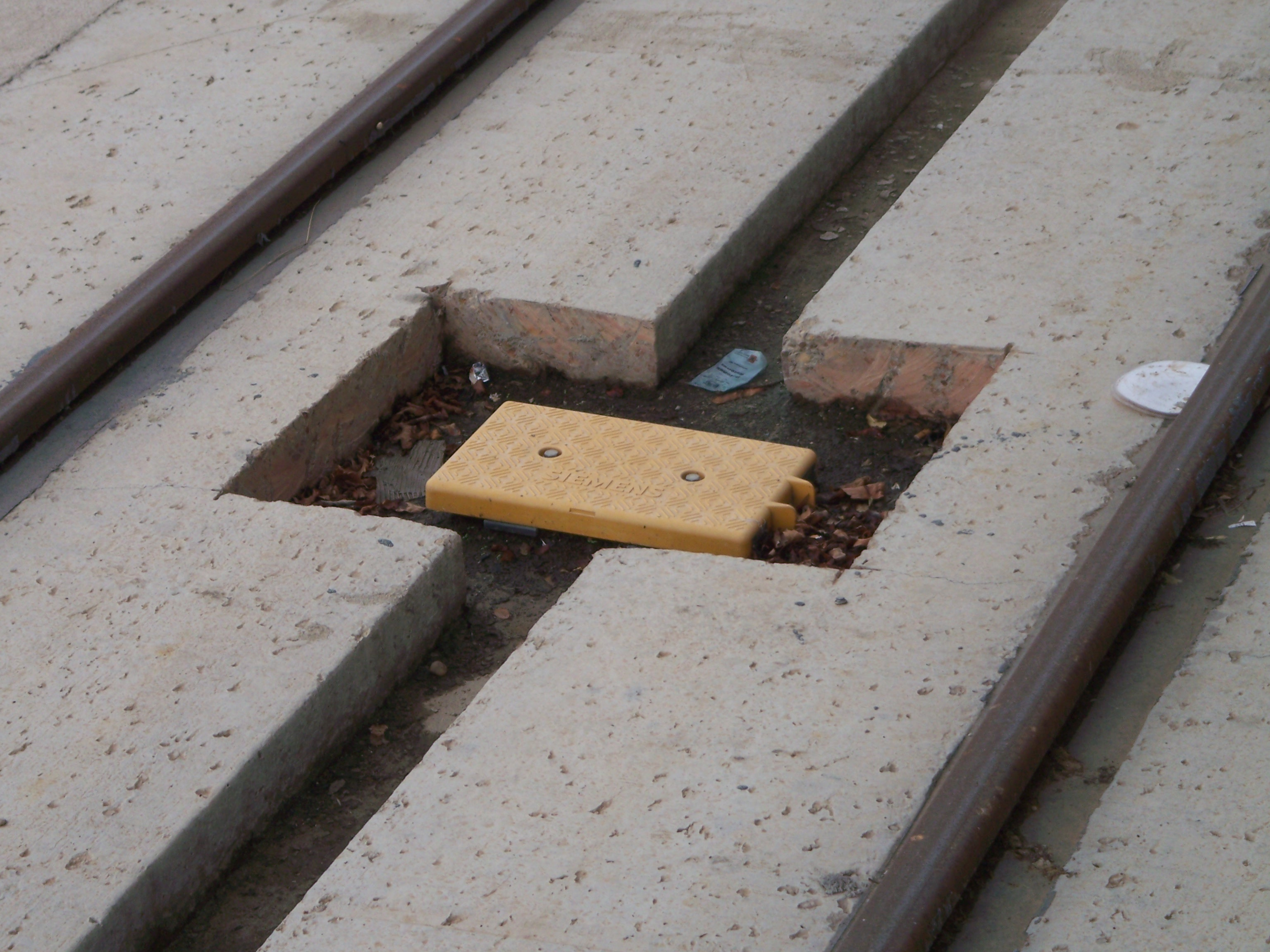
Festdatenbalise in Toledo

Die Balisen können mit einem Euroloop ergänzt werden. Dies ist ein am Schienenfuß verlegtes und bis zu 1000 m langes Leckkabel, das ebenfalls Telegramme an das Fahrzeug übermittelt, die aber im Gegensatz zur Balise nicht nur punktuell, sondern kontinuierlich auf gesamter Länge des Kabels übertragen werden. So ist es möglich, im Bereich vor einem neuen Blockabschnitt schneller auf eine wechselnde Information (wenn der folgende Blockabschnitt beispielsweise vom vorausfahrenden Zug verlassen wurde und vom folgenden befahren werden darf) zu reagieren und auf diese Weise die Bremsung des Zuges früher zu beenden, um einen unnötigen Geschwindigkeitsverlust zu vermeiden.

## Energieversorgung
Eurobalisen benötigen keine externe Stromversorgung, die benötigte elektrische Energie erhalten sie über ein vom BTM des Fahrzeuges erzeugtes vertikales Magnetfeld mit einer Frequenz von 27,095 MHz (Kanal 11A CB-Funk). Beim Überfahren des Fahrzeuges induziert das Magnetfeld in einer Spule einen Strom, welcher zur Versorgung der Balise dient.

## Datenübertragung
Mit der Eurobalise lassen sich Daten von der Streckenausrüstung zum Fahrzeug übertragen (Uplink) oder vom Fahrzeug zur Strecke (Downlink). Der Downlink erfolgte über eine Amplitudenmodulation des 27,095-MHz-Magnetfeldes, welches zur Energieversorgung der Balisen genutzt wird. Der Downlink wurde selten genutzt und ist mit Version 2.5.1 der Spezifikation entfallen. Der Uplink erfolgt über ein FSK-moduliertes Magnetfeld mit den Frequenzen 3,951 MHz für eine logische „0“ und 4,516 MHz für eine logische „1“. Die Datenübertragungsrate von 564,48 kBit/s genügt, um bei bis zu 500 km/h ein Telegramm zu übertragen. Telegramm ist die Bezeichnung für den Datensatz einer Balise.
Die Programmierung von Balisen ist nicht standardisiert.

## Interoperabilität
Balisen verschiedener Hersteller müssen mit BTMs verschiedener Hersteller sicher funktionieren. Das bedeutet nicht nur, dass das BTM die Daten auch bei maximaler Zuggeschwindigkeit lesen können muss, sondern auch, dass keine gültigen Telegramme von einer Balise im benachbarten Gleis empfangen werden dürfen – auch dann nicht, wenn diese Balise zufällig gerade durch einen anderen Zug mit Energie versorgt wird. Zu diesem Zweck sind insbesondere der Uplink-Feldstärke Ober- und Untergrenzen gesetzt, in verschiedenen Zonen um die Balise herum und in Abhängigkeit vom energetisierenden magnetischen Fluss (Kap. 5.2.2 in). Sogar die Geometrie und Lage von Leiterschleifen zur Messung der Feldstärke sind vorgegeben, in Anhang B2 der Testspezifikation. Diese Spezifikationen gibt es für Eurobalisen in zwei Größen, Standardgröße und kleinere, wobei die kleineren längs und quer eingebaut werden können. Die Spezifikation für die Störfestigkeit u. a. gegenüber magnetischen Eisenoxiden, salzhaltigem Schlamm und nassem Schnee unterscheidet störfestere Class-A- von weniger störfesten Class-B-Balisen (Kap. 5.7.9 in).

## Telegrammaufbau
Jede Balise überträgt einen Datensatz, der als Telegramm bezeichnet wird. Diese Telegramme haben abhängig von der Balise entweder 1023 Bits oder 341 Bits. Davon lassen sich 830 beziehungsweise 210 Bits für die signaltechnische Anwendung nutzen – der Nutzdatenblock wird in 10 Bit-Symbole geteilt, die nach der Shaping- und Scrambling-Transformation durch je 11 Bit repräsentiert werden (mithin einem Block von 913 = 83*11 bit oder 231 = 21*11 Bit):
| Kodierte Datenbits (Länge abhängig von der Balise) | Kontrollbits Cb | Scramblingbits Sb | Zusätzliche Shapingbits Esb | Checksumme CheckBit | Gesamtlänge |
| -------------------------------------------------- | --------------- | ----------------- | --------------------------- | ------------------- | ----------- |
| 913 Bit (Nutzdaten: 830 Bit)                       | 3 Bit           | 12 Bit            | 10 Bit                      | 85 Bit              | 1023 Bit    |
| 231 Bit (Nutzdaten: 210 Bit)                       | 3 Bit           | 12 Bit            | 10 Bit                      | 85 Bit              | 341 Bit     |

Beim Überfahren der Balise werden die Telegramme zyklisch wiederholt. Zum Schutz gegen Übertragungsfehler werden die Nutzdaten verwürfelt (Scramblingcode), eine Substitution der Nutzungsdaten mit Kodeworten verschiedener Hamming-Distanz gewählt, und die Prüfung durch eine Prüfsumme ermöglicht. Da die Prüfsumme erst nach dem Substitutionscode der Nutzdaten berechnet wird, dienen die zusätzlichen Shapingbits dazu, die Bits der Prüfsumme so aufzufüllen, dass das gesamte Telegramm nur noch aus Symbolen der gewählten Kanalcodierung besteht, wobei jedes übertragene Symbol je 11 Bit umfasst.
Der Nutzdatenbereich besteht aus einem Kopfblock (header), gefolgt von mehreren Nachrichtenfeldern (packets), die im ERTMS-Protokoll standardisiert sind. Pflichtfelder sind Packet 5 – Linking information, Packet 12 – Movement Authority, Packet 21 – Gradient, Packet 27 – Static Speed Profile, Packet 255 – End of information. Viele Anwendungen verwenden optionale Felder wie Packet 3 – National Values, Packet 41 – Level transition and Packet 136 – Infill Location Reference. Wenn der Nutzdatenbereich mehr als 830 Bit umfasst, können weitere Nachrichtenfelder über Telegramme der folgenden Balisen der gleichen Balisengruppe übertragen werden – mit bis zu acht Balisen pro Balisengruppen kann daher eine ERTMS-Nachricht bis zu 8 * 830 = 6640 Nutzdatenbits umfassen (wobei jedes Telegramm einen Kopfblock und das Ende-Paket 255 enthalten muss).

## Signaltechnische Systeme, die die Eurobalise nutzen
- ETCS – das europaweit standardisierte Zugbeeinflussungssystem
- Euro-Signum – eine Variante des Schweizer Zugbeeinflussungssystems Integra-Signum
- Euro-ZUB – eine Variante des Schweizer Zugbeeinflussungssystems ZUB 121
- SCMT – ein italienisches Zugbeeinflussungssystem
- TBL1+ – ein belgisches Zugbeeinflussungssystem
- ZUB 262 – ein deutsches System zur Übertragung von Streckenprofilen an Neigetechnikzüge
- ZBS – ein Zugbeeinflussungssystem für die Berliner S-Bahn
- ZSI-127 – Zugbeeinflussungssystem einiger Schweizer Schmalspurbahnen
- TASS – ein britisches System zur Beeinflussung von Neigetechnikzügen